# クレセントビーチ

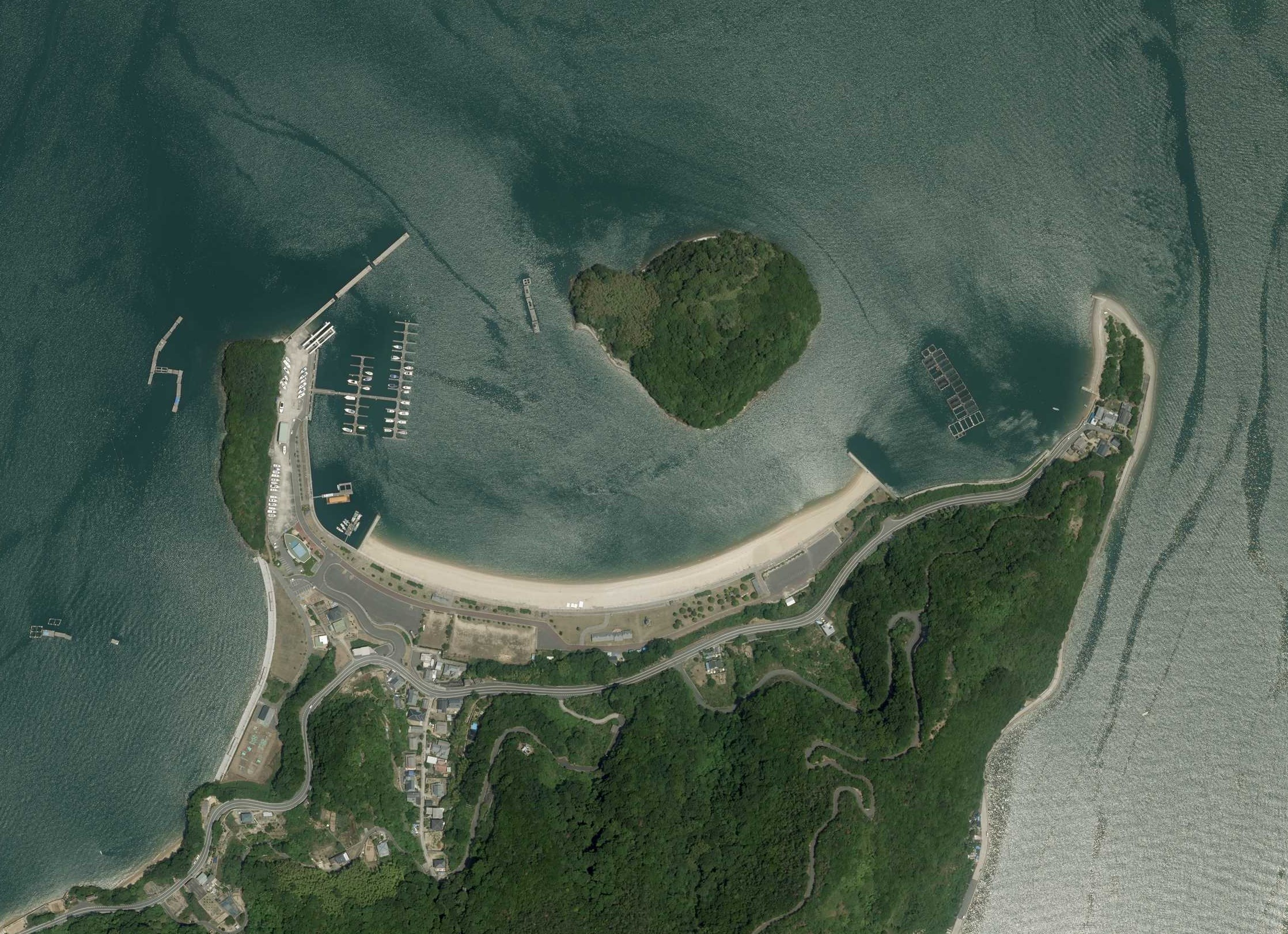
2013年。

クレセントビーチ（英: CRESCENT BEACH）は、広島県福山市（旧沼隈郡内海町）の田島にある海水浴場。クレセントとは三日月の意。
ここでは、隣接するマリーナである内海フィッシャリーナ（うつみフィッシャリーナ）についても記載する。

## 概要
1997年開場。環境省水質基準では、2015年現在で水質AA判定。福山市の島嶼である田島の北東部の内海町寺山地区にある、広島県が整備した人工海浜である。管理は田島漁業協同組合が行っている。
クレセントビーチの西隣にあるのが内海フィッシャリーナ。水産庁が全国で整備を進めたフィッシャリーナの一つである。全国にある海の駅の一つ、うつみ海の駅でもある。
この2施設の沖合に浮かぶのが矢ノ島という無人島である。源平合戦の時代、平教経が放った矢が島にあたりそこから竹が生えたという伝承が残る。

## 施設

### クレセントビーチ
- 座標 : 北緯34度22分5秒 東経133度20分9秒 / 北緯34.36806度 東経133.33583度
- 延長 : 590m [3]
- 付帯施設[1]
  - 桟敷席
  - バーベキューコーナー
  - 店舗
  - 有料駐車場約500台分
- 防波施設
  - 護岸 : 1,148m [3]

### 内海フィッシャリーナ
- 座標 : 北緯34度22分13秒 東経133度19分59秒 / 北緯34.37028度 東経133.33306度
- 面積 : 30,000m2 [7]
  - 陸域 : 10,000m2 [7]
  - 海域 : 20,000m2 [7]
- 保管能力
  - 水面 : 80隻分[7]
  - 陸置 : 56隻分[7]
- 付帯施設
  - フィッシャリーナハウス
  - 修理工場
  - 給油施設

## 交通
田島は内海大橋で本州と繋がっているため、車で行くことが出来る。
- 車
  - 山陽自動車道・福山東ICから約40分[5]
  - JR福山駅から約30分[5]
- バス
  - トモテツバス沼隈支所から、トモテツバス箱崎線「寺山」バス停下車